# Quercus macvaughii
Quercus macvaughii là một loài thực vật có hoa trong họ Cử. Loài này được Spellenb. miêu tả khoa học đầu tiên năm 1992.